# 懷爾德霍斯鎮區 (堪薩斯州葛蘭姆縣)
懷爾德霍斯鎮區（英語：Wildhorse Township）為位在美國堪薩斯州葛蘭姆縣的鎮區。2010年美国人口普查中該鎮區人口有210人。

## 地理
懷爾德霍斯鎮區包含1座城市：波圭（Bogue），涵蓋面積137.54平方（53.10平方英里）。根據美國地質調查局的資料，此鎮區包含3座墓地：費根（Fagan）墓地、塞繆爾斯（Samuels）墓地以及懷爾德霍斯（Wild Horse）墓地。
該鎮區有庫恩溪（Coon Creek）、斯康克溪（Skunk Creek）、懷爾德霍斯溪西支流（West Branch Wild Horse Creek）以及懷爾德霍斯溪（Wild Horse Creek）等溪流通過。

## 外部連結
- USGS Geographic Names Information System (GNIS) （页面存档备份，存于）
- US-Counties.com
- City-Data.com （页面存档备份，存于）